# Лахта-центр 2
«Лахта Центр 2» — архитектурная концепция строительства высотного здания в Санкт-Петербурге, представленная 25 мая 2021 года. Предполагается, что высота здания составит 703 метра, делая небоскрёб вторым по высоте в мире после Бурдж-Халифы, а самый высокий обитаемый этаж будет располагаться на рекордных 590 метрах. Цифра высоты носит символический характер, перекликаясь с годом основания Санкт-Петербурга — 1703.

## Архитектура
Согласно концепции, внешняя оболочка здания состоит из закрученных колонн, внутри которых находится тело здания. Здание будет содержать 8 секций по 16 этажей с трёхэтажными атриумами. Всего в здании будут располагаться 150 этажей, самый высокий будет располагаться на высоте 590 метров. Полезная площадь здания составит 220 000 м².

## История
25 мая 2021 года на межведомственном совете по реализации соглашения о сотрудничестве между Санкт-Петербургом и «Газпромом» была представлена архитектурная концепция нового небоскрёба.
7 июня 2024 года в ходе ПМЭФ-2024 было подписано соглашение о строительстве башен Лахта-Центр 2 и 3. Постройку планируется завершить до 2031 года. 16 августа 2025 года комиссия по землепользованию утвердила новую классификацию земли для строительства небоскрёбов.

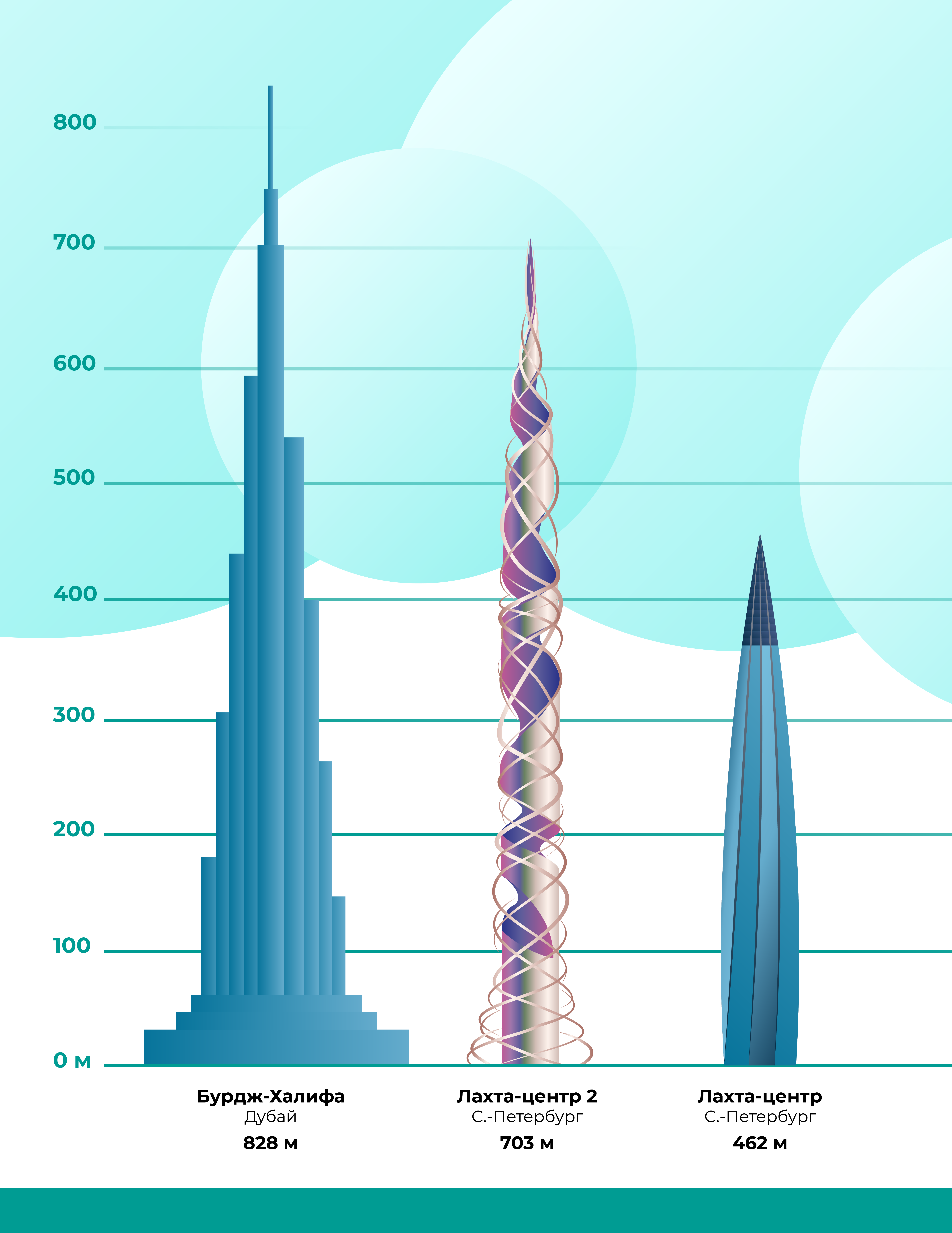
Сравнение башен Бурдж-Халифа, «Лахта Центр 2» и Лахта Центр по высоте

## Расположение
Предполагается, что новое здание будет расположено чуть западнее уже существующего Лахта-центра.

## «Лахта Центр 3»
Газпром представил концепцию третьей высотки «Лахта Центра» — башни в форме экспоненциальной логарифмической спирали с двумя зданиями-крыльями, которые переплетены вокруг закрытых светопрозрачных атриумов. Его высота составит 555 метров (108 уровней, из них высотой самого верхнего в 495 метров), что, вместе с первым Лахта Центром и «Лахта Центром 2» образует архитектурный ансамбль.